# Smash and Grab (album)
Smash and Grab är ett studioalbum av Racey, som utgavs 1979 och producerades av Mickie Most.

## Låtlista
1. Love's a Riot
2. Such a Night
3. There's a Party Going on
4. Lay Your Cards on the Table
5. She's a Winner
6. Some Girls
7. Lay Your Love on Me
8. Kitty
9. Rah State Way
10. Boy Oh Boy
11. We are Racey